# Robuste (1758)
Le Robuste était un vaisseau de 74 canons à deux ponts de la Marine française. Il fut construit à Lorient en 1757 et lancé en 1758 par Antoine Groignard. Entré en service pendant la guerre de Sept Ans, il participa à plusieurs opérations dont la bataille des Cardinaux. Sa carrière se poursuivit pendant la guerre d'Indépendance américaine, sur les côtes atlantiques européennes et dans les Antilles. Il servit plusieurs fois de navire-amiral pour des petites escadres et fut commandé à maintes reprises par deux des meilleurs marins français lors de la guerre d'Indépendance américaine : De Grasse et La Motte-Picquet. Il fait aussi partie du petit nombre d'unités de guerre construites à Lorient – port de la Compagnie des Indes – alors qu'au XVIIIe siècle la Marine royale lançait traditionnellement ses vaisseaux à Brest, Rochefort ou Toulon. Il fut retiré du service en 1784.

## Caractéristiques générales
Le Robuste était un vaisseau de force de 74 canons lancé selon les normes définies dans les années 1740 par les constructeurs français pour obtenir un bon rapport coût/manœuvrabilité/armement afin de pouvoir tenir tête à la marine anglaise qui disposait de beaucoup plus de vaisseaux depuis la fin des guerres de Louis XIV. Sans être standardisé, le Robuste, partageait les caractéristiques communes de tous les « 74 canons » construits à des dizaines d’exemplaires jusqu’au début du XIXe siècle et qui répondait à la volonté des responsables navals d’exploiter au mieux cette excellente catégorie de navire de guerre.
Sa coque était en chêne. Son gréement, (mâts et vergues) était en pin. Il y avait aussi de l’orme, du tilleul, du peuplier et du noyer pour les affûts des canons, les sculptures des gaillards et les menuiseries intérieures. Les cordages (80 tonnes) et les voiles (à peu près 2 500 m2) étaient en chanvre. Un deuxième jeu de voiles et de cordages était tenu en réserve en soute. Prévu pour pouvoir opérer pendant des semaines très loin de ses bases européennes s’il le fallait, ses capacités de transport étaient considérables. Il emportait pour trois mois de consommation d’eau, complétée par six mois de vin. S’y ajoutait pour cinq à six mois de vivres, soit plusieurs dizaines de tonnes de biscuits, farine, légumes secs et frais, viande et poisson salé, fromage, huile, vinaigre, sel, sans compter du bétail sur pied qui devait être abattu au fur et à mesure de la campagne.
Le bâtiment portait l'armement habituel des « 74 canons », soit, :
- 28 canons de 36 livres dans sa première batterie ;
- 30 canons de 18 livres dans sa seconde batterie ;
- 16 canons de 8 livres sur ses gaillards.

Cette artillerie en fer pesait 215 tonnes. Lorsqu'elle tirait, elle pouvait délivrer une bordée pesant 838 livres (soit à peu près 420 kg) et le double si le navire faisait feu simultanément sur les deux bords. Le vaisseau embarquait près de 6 000 boulets pesants au total 67 tonnes. Ils étaient stockés dans des puits à boulets autour des mâts. S’y ajoutait des boulets ramés, chaînés et beaucoup de mitraille (8 tonnes). Il y avait 20 tonnes de poudre noire, stockée sous forme de gargousses ou en vrac dans les profondeurs du vaisseau. En moyenne, chaque canon disposait de 50 à 60 boulets.

## La carrière du vaisseau

### Guerre de Sept Ans
Lorsqu’il fut mis à l'eau, la guerre avec l'Angleterre durait depuis déjà trois ans. Armé au printemps 1759, son premier commandant était Fragnier de Vienne. Il fut engagé dans l'escadre de Conflans qui devait escorter une importante flotte de débarquement en Angleterre. Le 20 novembre 1759, il prit part à la bataille des Cardinaux dans l'escadre blanche, c'est-à-dire le corps de bataille, mais sans s’y faire remarquer car il n'était pas situé dans le groupe de vaisseaux sur lequel se concentra l'attaque anglaise. Après la défaite et la dislocation de l'escadre de Conflans il se réfugia dans la Vilaine avec six autres vaisseaux deux frégates et deux corvettes pour échapper à la capture ou à la destruction. À son bord se trouvait aussi le futur navigateur des mers du sud Julien Crozet. Il y resta bloqué des mois et dû être désarmé sur place pour s'alléger. 
Sous les ordres du comte d'Hector, le Robuste ne réussit à sortir de la Vilaine que le 28 novembre 1761 en compagnie d'un autre navire et grâce à un orage. Malgré tout repéré par les Anglais qui lancèrent à leur poursuite huit vaisseaux, il dut aussi affronter une tempête avant de se réfugier en Espagne à La Corogne jusqu'à la fin de l'année. Il ne réussit à gagner Brest que le 16 janvier 1762. Peu après, il reprit du service pour servir de navire-amiral à la petite flotte de Ternay (deux vaisseaux, une frégate, deux flûtes) lors de l'attaque française contre Terre-Neuve. Cette ultime tentative de reprendre pied en Amérique du Nord ayant échoué, il prit le chemin du retour avec les autres navires de l'expédition, mais fut poursuivi près des côtes françaises par deux divisions anglaises et dû se mettre à l'abri encore une fois à La Corogne. Il réussit à en sortir puis à rentrer à Brest le 20 janvier 1763 en capturant au passage une frégate anglaise.

#### Galerie: leRobustedans la guerre de Sept Ans

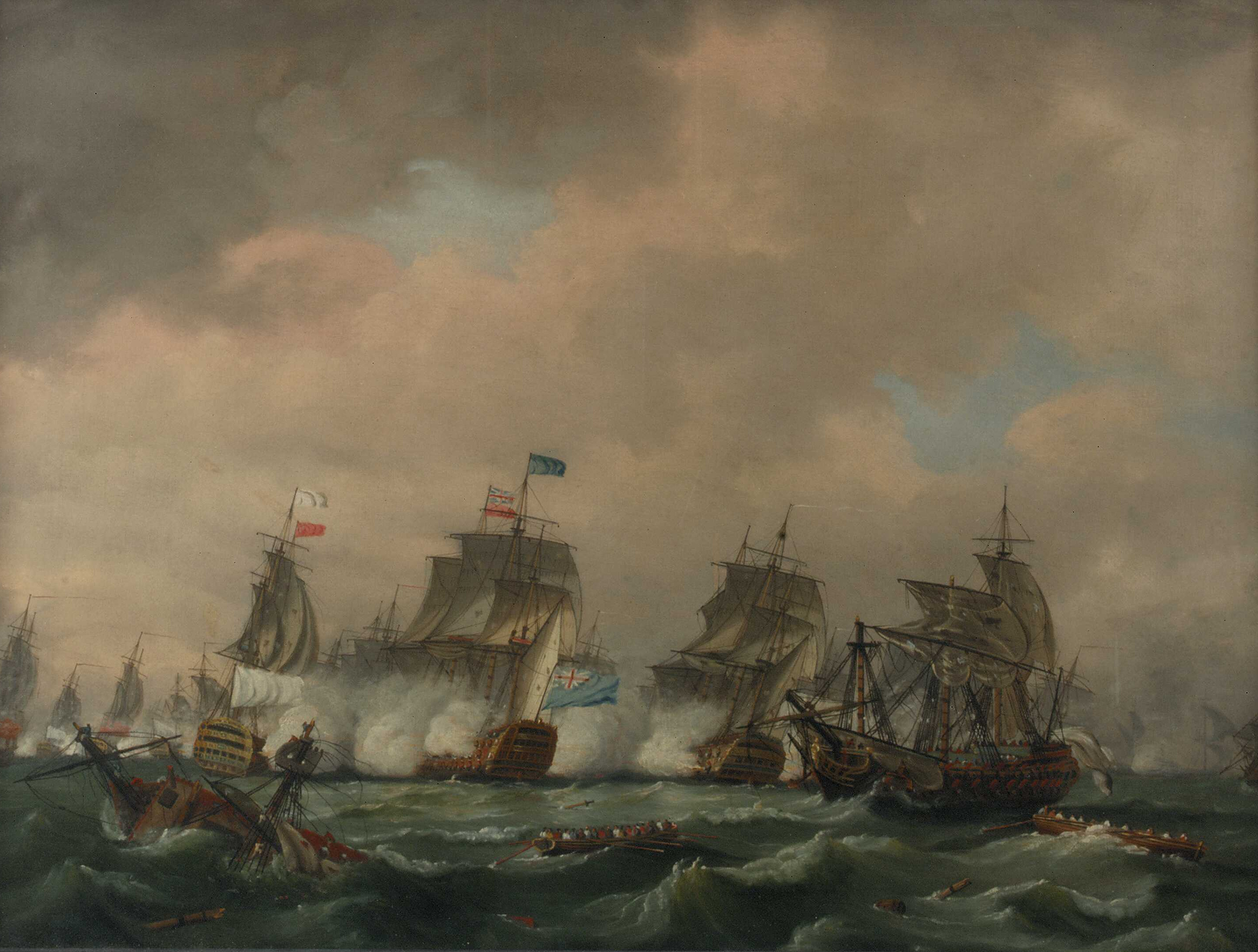
Le premier engagement du Robuste : la bataille des Cardinaux, le 20 novembre 1759. (Tableau de Thomas Luny)
La fuite de l'escadre française après la bataille des Cardinaux. Le Robuste fait partie des sept vaisseaux qui se réfugient dans la Vilaine.
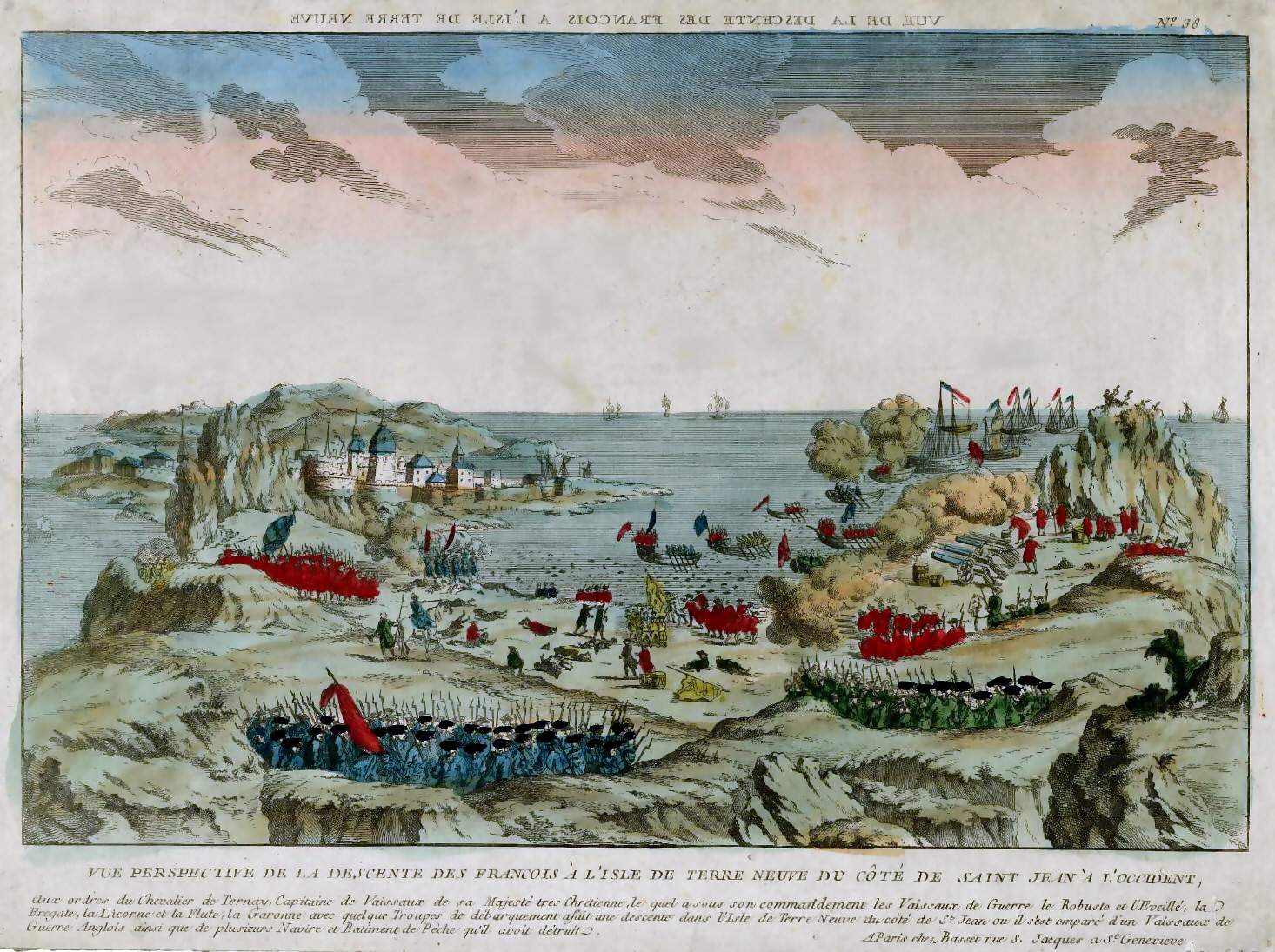
L'attaque française contre Terre-Neuve en 1762. Le Robuste y sert comme navire-amiral. (Vue d'optique, gravure aquarellée)

### Guerre d'Indépendance Américaine
En 1777, le Robuste, sous les ordres de La Motte-Picquet fit plusieurs croisières pour purger le golfe de Gascogne des corsaires anglais qui l'infestaient. En 1778, lorsque la France entra dans la guerre d'Indépendance américaine, on le retrouva dans l'escadre bleue (l'arrière-garde) de l'armée navale de d'Orvilliers (trente-deux vaisseaux) qui sortit de Brest le 8 juillet pour affronter les forces de Keppel. Sous les ordres du comte de Grasse il participa à la bataille d'Ouessant le 27 juillet.
En 1779, toujours sous le commandement de De Grasse, le Robuste fut placé à la tête d'une division de quatre vaisseaux et un cotre qui partit en janvier renforcer l'escadre de d'Estaing aux Antilles. Il participa, le 6 juillet, à la bataille victorieuse de la Grenade, au centre du dispositif français, en matelot arrière du vaisseau-amiral. En aout, il appareillait avec toute l’escadre des Antilles pour répondre à une demande d'aide américaine. Celle-ci mit à l'ancre le 31 devant Savannah. Après l'échec de la tentative de conquête de la ville en octobre, le Robuste, toujours à la tête d'une division commandée par De Grasse, prit le chemin des Antilles pour y ramener des troupes.
Le Robuste passa l'hiver 1779-1780 aux Antilles avec De Grasse qui avait reçu le commandement des forces restées sur place. En mars 1780, il intégra l'armée navale de Guichen qui arrivait de France avec seize vaisseaux. Il participa aux Trois combats de Monsieur de Guichen contre les forces de Rodney, le 17 avril, le 15 mai et le 19 mai. À l'issue de ces engagements indécis, il rentra en Europe en août avec le gros de la flotte qui escortait en même temps un important convoi commercial. Il fit escale à Cadix en octobre 1780 et entra à Brest en janvier 1781. 
Au début de 1782, le Robuste repassa sous le commandement de La Motte-Picquet. Il prit la tête d'une division de quatre vaisseaux de 74 canons chargée de faire une croisière sur les côtes sud de l’Angleterre et de l’Irlande. Il sortit de Brest le 11 février et débuta sa mission le 15. La division fit quelques prises, mais le 23, une violente tempête se leva. Elle rendit la mer intenable et obligea les navires à rentrer sur Brest où ils arrivèrent trois jours après. À l'issue de cette mission, le Robuste du être radoubé.
A la fin du printemps, le vaisseau passa sous le commandement du marquis de Nieuil et reprit la mer. Il faisait partie d'une forte division de huit vaisseaux (deux 110 canons, six 74 canons) commandée par La Motte-Picquet. Elle fit sa jonction le 8 juillet devant Brest avec l’armée navale franco-espagnole de Guichen et Cordoba (trente-deux vaisseaux) qui faisait voile vers la Manche. Le 11, elle aperçut l’escadre anglaise de Howe forte de vingt-deux vaisseaux, mais celle-ci, plus rapide, évita le combat malgré une tentative de poursuite de La Motte-Picquet. Après une croisière devant le cap Lizard puis entre Ouessant et Belle-Isle, l’escadre regagna les eaux espagnoles et entra le 6 septembre dans Cadix. 
La dernière mission du Robuste fut de participer au siège de Gibraltar. Le 13 septembre 1782, il assista, avec les quarante-neuf vaisseaux franco-espagnols, à la tentative d'assaut naval contre la forteresse anglaise. Il participa ensuite au blocus de la place, et était présent le 20 octobre à l’engagement du cap Spartel dans la tentative d'interception de la flotte anglaise qui venait de réussir à ravitailler Gibraltar. Le 28 octobre, il rentrait à Cadix et devait être engagé en 1783 dans l'attaque prévue contre la Jamaïque, mais la publication des préliminaires de paix, en janvier 1783, ne le permit pas. Le 1er avril 1783 il était de retour sur Brest avec le reste des vaisseaux français qui avaient fait campagne sur les côtes d'Espagne. Il fut rayé des effectifs en 1784 après vingt-cinq ans de service.

#### Galerie: leRobustedans la guerre d'Indépendance américaine

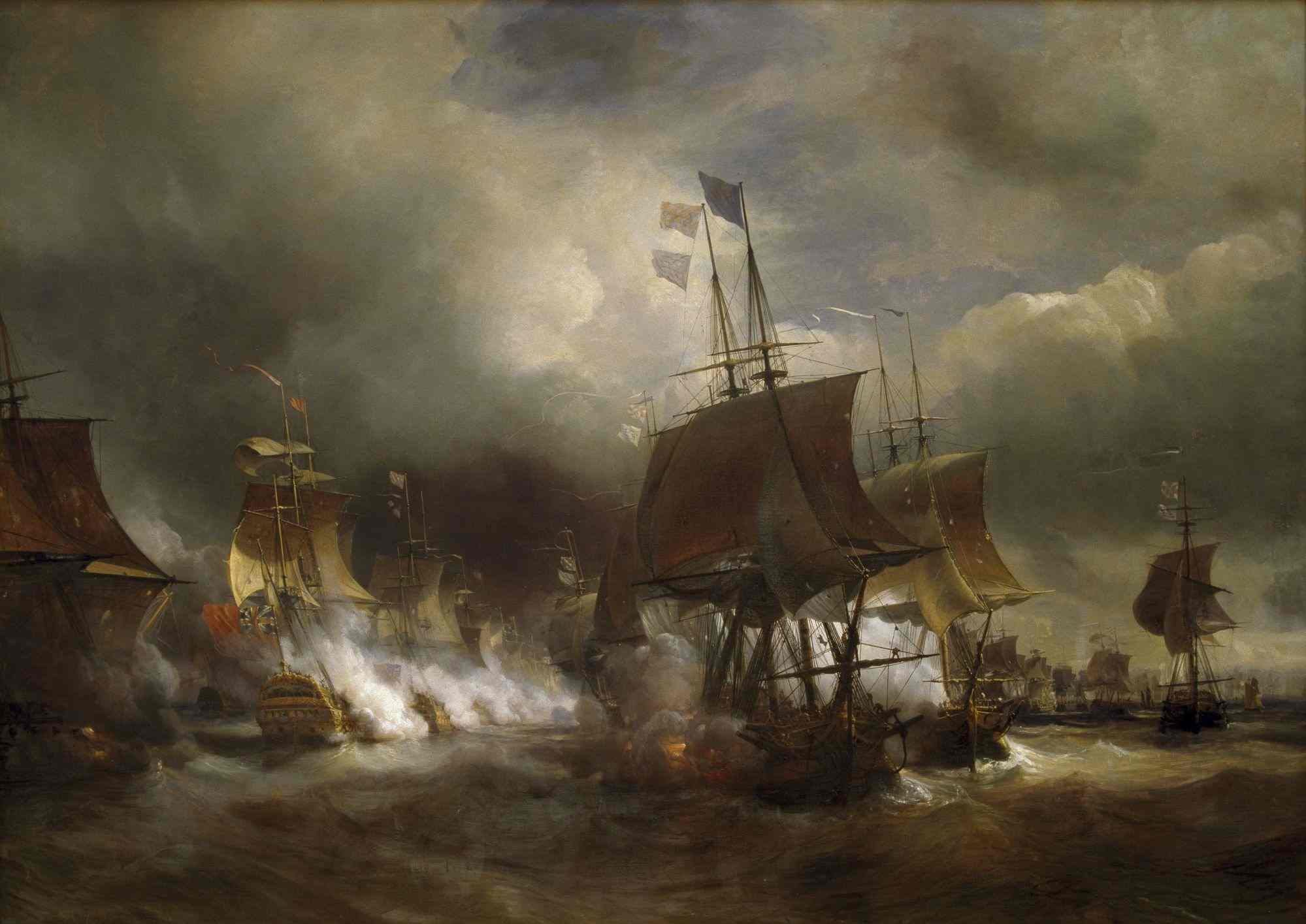
La bataille d’Ouessant, le 27 juillet 1778, premier grand combat naval de la guerre d'Amérique à laquelle participe le Robuste. (Tableau de Théodore Gudin)
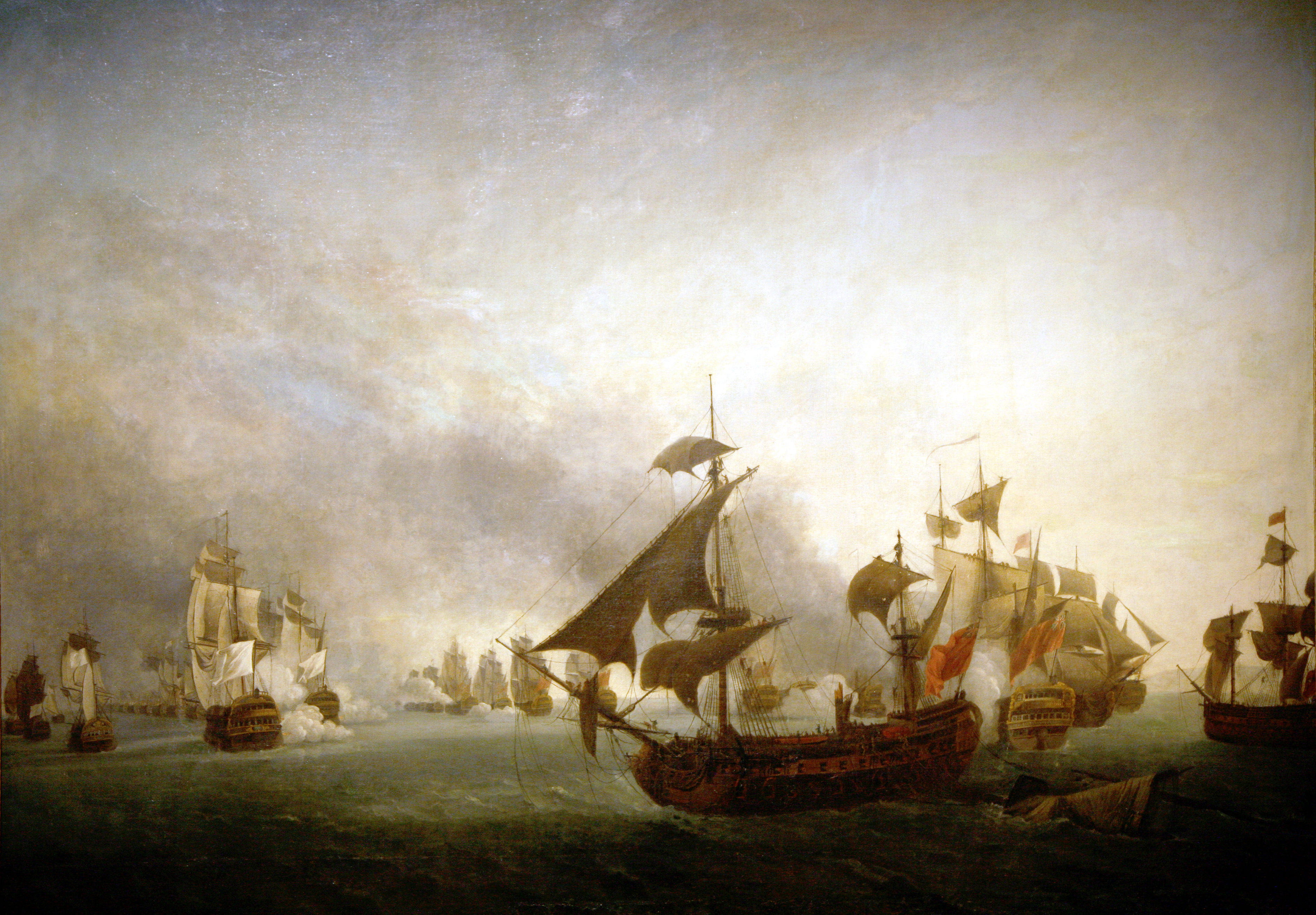
La bataille de la Grenade, le 6 juillet 1779. Le Robuste fait partie des vaisseaux envoyés en 1779 en renfort aux Antilles. (Tableau de Jean-François Hue)
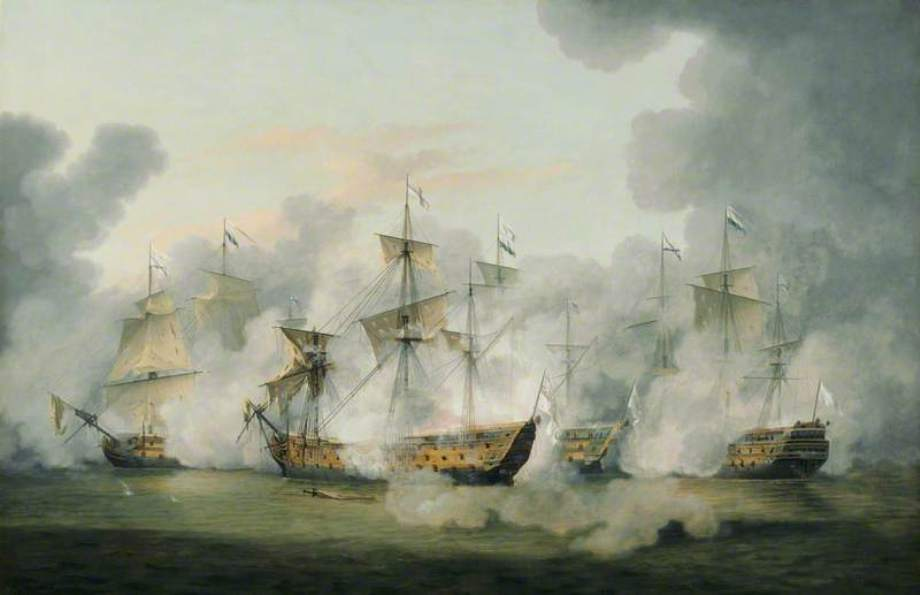
La bataille de la Dominique, le 17 avril 1780. Le Robuste fait campagne deux ans aux Antilles et en Amérique du Nord. (Tableau de Thomas Luny)
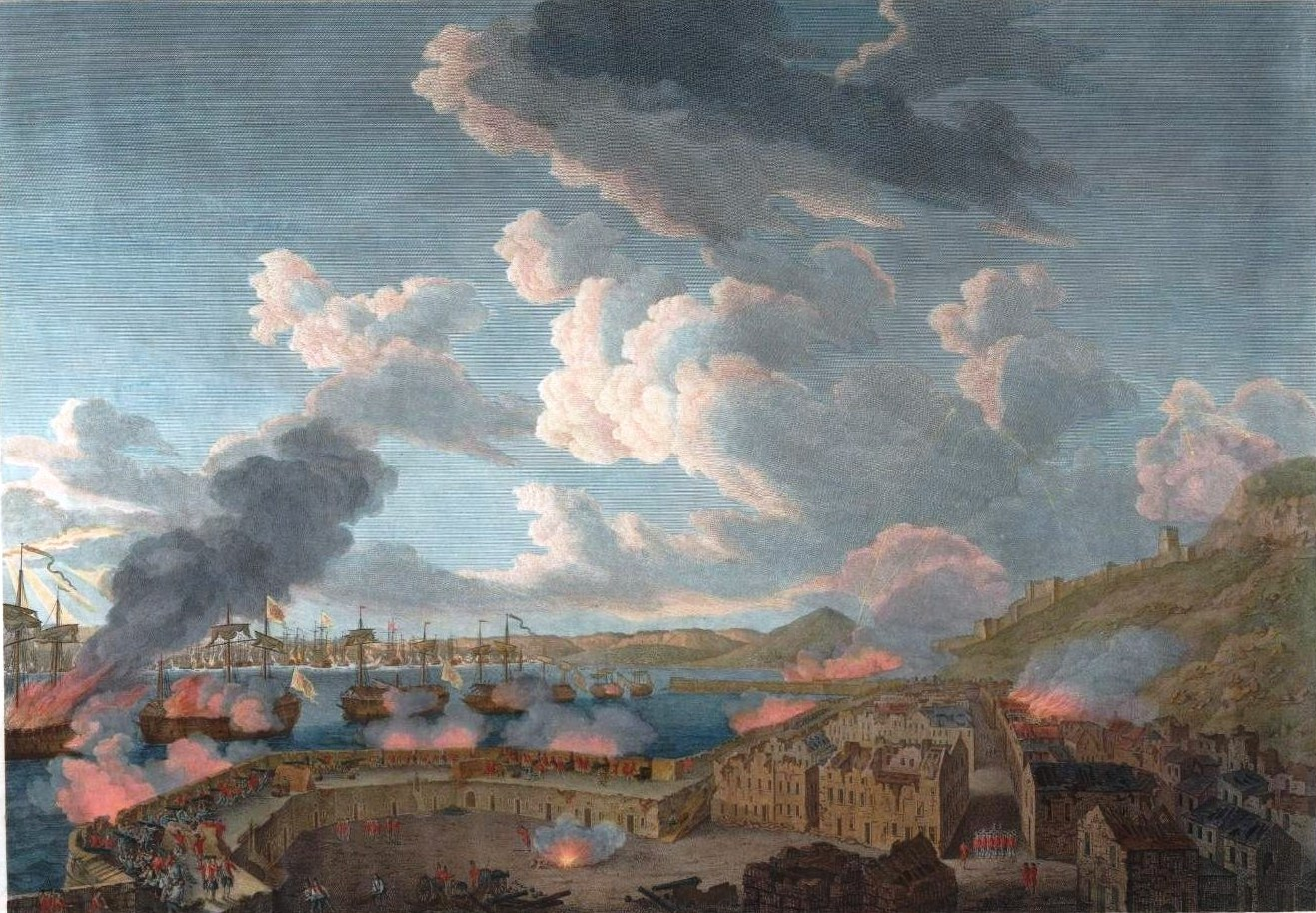
L'attaque de Gibraltar, le 13 septembre 1783. Le Robuste passe les deux dernières années de la guerre dans les eaux européennes. (Dessin d'après un tableau de Richard Paton)